# Handrit.is
Handrit.is est une bibliothèque numérique administrée par la bibliothèque nationale et universitaire d'Islande, fournissant un accès à des manuscrits historiques danois et islandais, issus de l'institut Árni Magnússon (Islande) et de l'institut Arnamagnæan (Danemark).